# 고암성산대로
고암성산대로(Goamseongsan-daero)는 대한민국 경상남도 창녕군 고암면 중대리 고암사거리와 성산면 방리 버티재를 잇는 경상남도의 도로이다.

## 연혁
- 1981년 5월 12일 : 국도로 승격된 산청군 시천면 중산리 ~ 창녕군 성산면 방리 136.473km 구간 개통[1]
- 2009년 7월 10일 : 2개 이상 시·도에 걸쳐 있는 도로로 고암성산대로를 고시[2]

## 노선
전 구간 국도 제20호선과 국가지원지방도 제67호선에 속하므로 이 노선들의 별도 표기는 생략한다.
| 이름                             | 접속 노선                                                               | 소재지 | 소재지 | 비고 |
| -------------------------------- | ----------------------------------------------------------------------- | ------ | ------ | ---- |
| 고암사거리                       | 국도 제20호선 국도 제24호선 국가지원지방도 제67호선 (창밀로) 월미상월길 | 창녕군 | 고암면 |      |
| 고암초등학교 고암면사무소 중대교 |                                                                         | 창녕군 | 고암면 |      |
| 방골재                           |                                                                         | 창녕군 | 고암면 |      |
| 성산면                           |                                                                         | 창녕군 |        |      |
| 방리삼거리 (방리교)              | 지방도 제1034호선 (성산로) 방리길 방리가복길                            | 창녕군 |        |      |
| 버티재삼거리                     |                                                                         | 창녕군 |        |      |
| 버티재                           |                                                                         | 창녕군 |        |      |
| 청려로와 직결                    |                                                                         |        |        |      |

## 주요 건물 및 시설
- 고암초등학교 (경상남도 창녕군 고암면 고암성산대로 6-5)
- 고암면사무소 (경상남도 창녕군 고암면 고암성산대로 8)